# Brugs bloemwerk

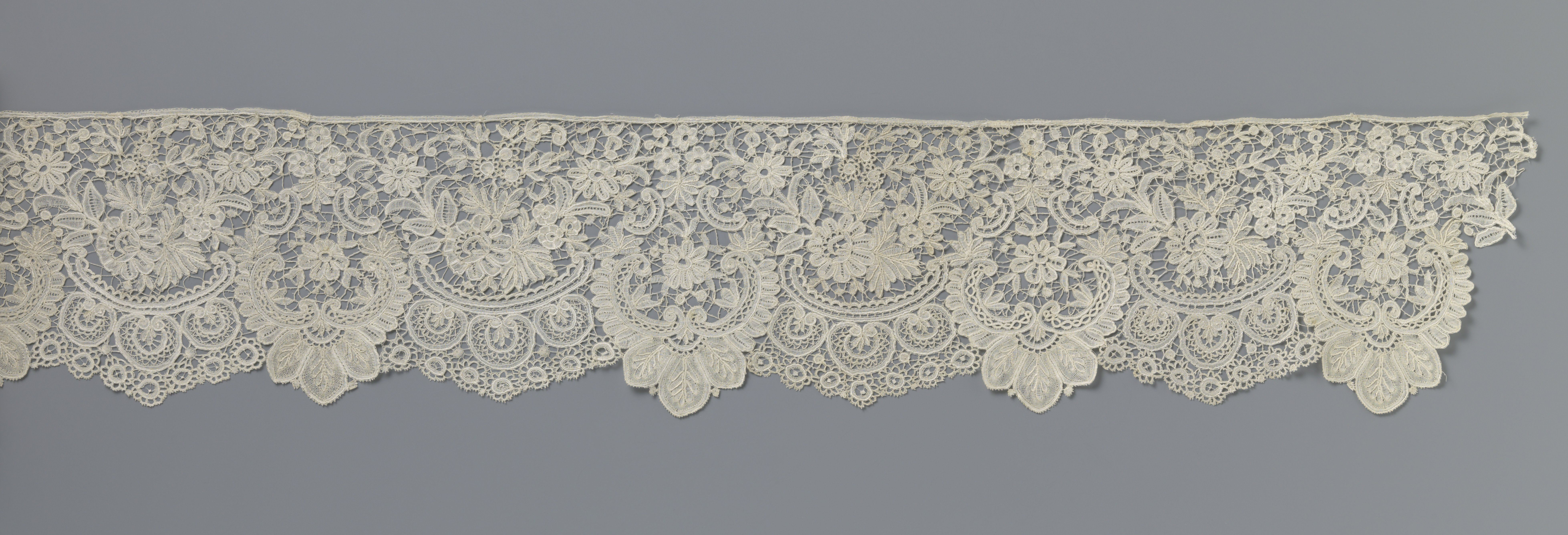
Fijn Brugs bloemwerk

Brugs bloemwerk is een historische vorm van kloskant, vernoemd naar de Belgische stad Brugge, een belangrijk centrum voor de kantkloskunst. Men onderscheidt Fijn Brugs bloemwerk (duchesse) en Grof Brugs bloemwerk. Beide vormen zijn ontstaan uit het 18de-eeuwse Brabantse en Brusselse "kant in delen". Het kant wordt beschouwd als een heropbloei van het Oud-Vlaamse kant in delen vanaf halfweg de 19de eeuw.

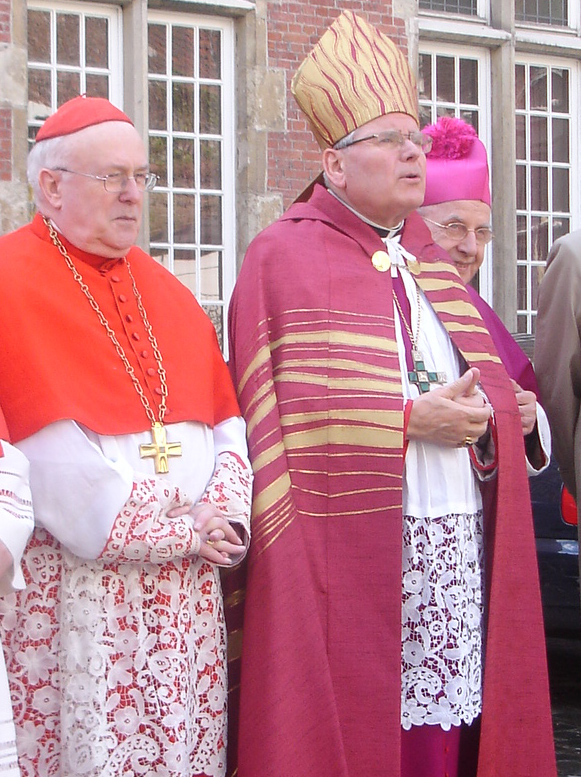
Toepassing van Brugs bloemwerk in een superplie

Brugs duchesse heeft een grond van delen die vaak worden verbonden met vlechtjes, met of zonder inkelogen. Het volwerk bestaat uit afwisselend linnenslag en halve slag. De tekeningen bestaan uit typische bloemvormen, klavertjes, ranken, blaadjes en bolletjes. Er worden versieringen toegepast met een sierdraad om de motieven, met reliëf door opgehoogde nerven en vierkante kunstslagen om bloemhartjes vorm te geven.
Bij Grof Brugs bloemwerk bestaat de grond uit vlechten met of zonder inkelogen en koordjes. Het volwerk bestaat uit motieven in linnenslag, halve slag en gewrongen slag. De tekening bestaat naast bloemen, blaadjes en ranken ook uit zwaantjes en andere dierfiguren. Meestal bevat het ontwerp natuurelementen of een natuurlijk tafereel. Versieringen hebben de vorm van bladvormige kunstslagen en "open luchtjes".